# オ・シオン
オ・シオン（韓：오시온、英：Oh Sion、2002年5月11日 -  ）は大韓民国全羅南道木浦市出身の歌手。男性アイドルグループNCTのメンバー。2024年2月、NCT WISHでデビュー。SMエンタテインメント所属。NCT WISHのリーダー。

## 来歴

### 生い立ち・SMエンタ入社
2002年5月11日、全羅南道木浦市で生まれる。実家は牧場で、畜産業を営んでいる。
中学3年生の時に、演技を学び始めた。
高校1年生の時に、SMエンタテインメントからInstagramのDMを通じてスカウトを受けたが、最初は詐欺だと思い断った。1ヶ月後に再び連絡が来てオーディションに参加するよう提案された際にも、地方からソウルに行くのが怖く、学校を休むこともできないので断った。するとスカウトチームがシオンに会うために木浦を訪れて、カメラテストを受けることになった。
元々音楽を聴くことが好きだったが、SMエンタ入社後にダンスと歌の訓練を受けて、アーティストになる夢を持つようになった。
練習生を4年経験した。

### NCTデビュー（2023年 - ）

#### 2023年
6月28日、SMルーキーズとしてユウシとともに公開された。
7月26日より、プレデビューリアリティ番組『NCT Universe: LASTART』に出演した。
9月7日、NCT NEW TEAMのメンバーとしてデビューが決定した。
9月26日、SMルーキーズからの卒業を発表した。
10月8日、所属ユニットNCT NEW TEAMがプレデビューシングル「Hands Up」を発売した。

#### 2024年
2月21日、東京ドームで開催された「SMTOWN LIVE 2024 SMCU PALACE @TOKYO」でデビュー曲「WISH」を披露し、NCT WISHとして正式デビュー。
4月30日、毎日経済新聞主催のデジタル犯罪防止キャンペーン「Mクリーン」広報大使にリクと任命された。
12月25日、インスパイアアリーナにて開催された「2024 SBS歌謡大典」で、ジョンウ、シャオジュン、ジェミンと共に「NCT  Special Stage」を披露した。

#### 2025年
2月14日、SMエンタテインメント創立30周年記念アルバム『2025 SMTOWN : THE CULTURE, THE FUTURE』タイトル曲「Thank You」に参加した。

## 人物

### 性格・ニックネーム
慎重で理性的でよく笑う性格。血液型はO型。身長179cm（2022年）。チャームポイントは「綺麗な目」。妹がいる。
ニックネームは「오숀（OCEAN）」、「이리오시온（イリオシオン）」、「おおかみ」。甘いものが好きなことから「糖シオン」や「オシロップ」というあだ名がある。
シオンを表す絵文字には「チューリップ」が使われている。ニックネームが「オーション（オーシャン）」であることから、SMルーキーズ在籍時の絵文字には「波」が使われていた。
座右の銘は「今日より明日もっと発展する人になろう」。MBTI性格診断はINTJ型。

### 趣味・嗜好
趣味は読書、音楽鑑賞、良い歌探し、アニメ・ドラマ鑑賞、ボーリング。ロールモデルはEXOのカイ。ベースとドラムを演奏することができる。韓国のプロ野球チーム「起亜タイガース」のファンである。
好きな食べ物はパン、コーヒー、甘いもの、団子、生クリームのフルーツケーキ、イチゴケーキ、ミントチョコ、じゃがりこ、キムチチゲ、キムチポックムパプ（キムチチャーハン）、ペパロニピザ、覚王山吉芋の芋けんぴ、チョコ味のアイスクリーム、キャラメルポップコーン。
好きな動物は猫、子牛、子犬、子ぎつね、ペンギン。実家では牛や、ビション・フリーゼの「ココ」を飼っている。
高い場所が苦手で、万里の長城の登城を途中で諦めたことがある。

### パフォーマンス

#### ポジション
ダンサー、ボーカル、センター、ビジュアル、リーダーなどアイドルとしての全てのポジションを担当することができるオールラウンダーなメンバー。
SMエンタテインメントに入社する前は、ボーカル、ダンスなどのレッスンを受けたことはなく、全てSMエンタ入社後からレッスンを受け始めたという。その影響からか、SMエンタならではのスタイルを正確かつ完璧に消化している。

#### ダンス
ダンスブレイクパートのセンターを務めることもある、優れた身体能力を持つメンバー。ヒョヨン（少女時代）はシオンのダンスについて「パワフルなスタイルを持っており、強弱がよくついていてダンスに余裕がある。手足が長い。」と評価した。
メンバーのリョウは、自身のレギュラーラジオ番組、『CHAT WITH WISH!』 で「シオンくんの体でダンスを踊ってみたい。凄そう、別世界、限界がなさそう。」と語っている。

#### ボーカル
ハスキーボイスと中低音のトーンで深い音色を持っている。
シオンのボーカルの実力について、歌手でありプロデューサーでもあるBoAは「安定したボーカルが魅力的だ」と評価した。

## 参加作品

### NCT U
| 公開日 | 公開日   | タイトル         | 収録アルバム | ミュージックビデオ | 備考                    |
| ------ | -------- | ---------------- | ------------ | ------------------ | ----------------------- |
| 2024年 | 12月25日 | NCT 2024 Special | -            | -                  | 『SBS歌謡大祭典』で披露 |

### コラボレーション
- 「Thank You」- カンタ、BoA、ユンホ、チャンミン、イトゥク、リョウク、テヨン、ヒョヨン、キー、ミンホ、スホ、チャンヨル、スルギ、ジョイ、ドヨン、テン、マーク、ジェノ、ヘチャン、ヤンヤン、カリナ、ウィンター、ウォンビン、ソヒ、シオン、ユウシ（2025年）

## 出演

### テレビ番組
- 日本テレビ『NCT Universe: LASTART』（2023年）
- 日本テレビ『ヒルナンデス!』（2023年11月15日）[40][41]
- 日本テレビ『ヒルナンデス!』（2024年6月26日）[42]
- MBC『ショー!K-POPの中心』（2024年7月6日） - スペシャルMC[43]
- SBS『SBS人気歌謡』（2024年9月29日、2025年1月26日、2025年4月20日） - スペシャルMC[44][45][46]

### スペシャルステージ
- BoA「Only One」 - 「SMTOWN LIVE 2025」（2025年1月）
- H.O.T.「Full of happiness」 -「SMTOWN LIVE 2025」（2025年1月、Kangta・トニー＝アン・シャオジュン・ヘンドリー・ウォンビン・アントン・ユウシらと）[47]

## 広告・広報大使

### 広報大使
- 「Mクリーン」キャンペーン広報大使（2024年）[12]

## イベント
| 年   | イベント名                                              | 開催日      | 開催場所                         | 参考   |
| ---- | ------------------------------------------------------- | ----------- | -------------------------------- | ------ |
| 2024 | 「Mクリーン」キャンペーン広報大使委嘱式                 | 4月30日     | ソウル・毎日経済新聞社           | [ 12 ] |
| 2024 | 2024秋夕特集アイドルスター選手権大会 選手宣誓           | 9月16日放送 | ソウル                           | [ 48 ] |
| 2024 | 始球式イベント（起亜タイガース対NCダイノス戦）          | 9月21日     | 光州起亜チャンピオンズフィールド | [ 25 ] |
| 2025 | 始球式イベント（KIAタイガース対ハンファ・イーグルス戦） | 5月4日      | 光州起亜チャンピオンズフィールド | [ 49 ] |